# Barão Neveu
O Barão Wilhelm Joseph Neveu von Windschlag foi o encarregado de negócios da Áustria no Brasil, tendo chegado ao Brasil na comitiva da arquiduquesa D. Maria Leopoldina de Áustria, vinda para se casar com o Príncipe D. Pedro de Alcântara, futuro imperador do Brasil D. Pedro I.
A ele a arquiduquesa dirigiu numerosas cartas e sua correspondência descreve muito bem sua situação na corte.